# Вязовая чехлоноска
Вязовая чехлоноска (лат. Coleophora badiipennella) — вид молевидных бабочек-чехлоносок (Coleophoridae).
Европа

## Описание

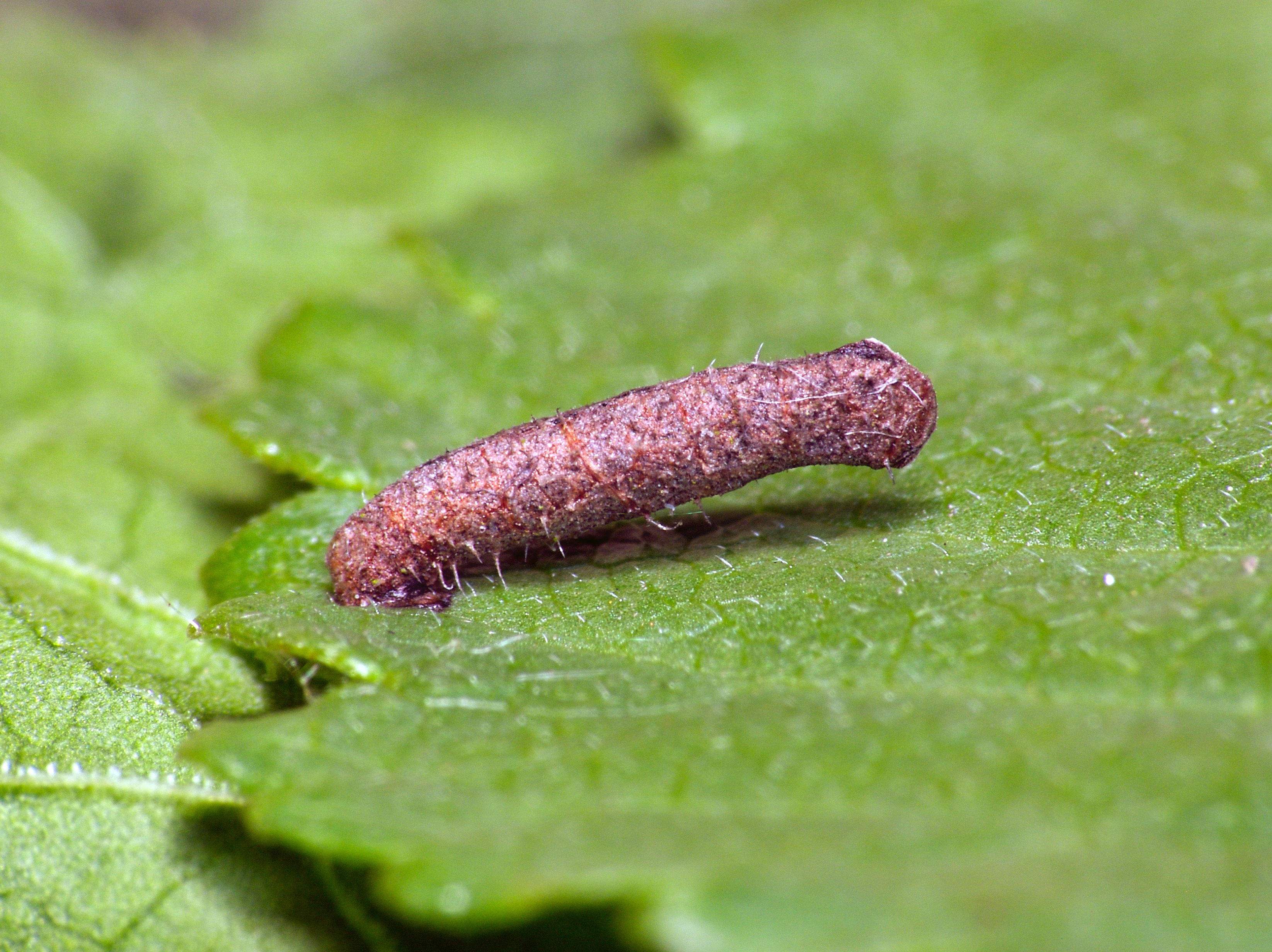
Чехлик вязовой чехлоноски

Мелкая молевидная бабочка. Размах крыльев 9—11 мм. Имаго летают в июне и июле. Гусеница строит футляр из обломка листа кормового растения вяза (Ulmus), делая узкую галерею. Встречается по краям леса и предпочитает молодые деревья взрослым деревьям.
Гусеницы питаются такими растениями как Ulmus procera, вяз малый, лещина, тёрн, ясень и клён. Последний случай представляет собой небольшой латерально сжатый лопатчатый лист толщиной 5—6 мм.